# کریس کلاور
کریس کلاور (انگلیسی: Chris Cleaver؛ زادهٔ ۲۴ مارس ۱۹۷۹) بازیکن فوتبال اهل بریتانیا است.
از باشگاه‌هایی که در آن بازی کرده‌است می‌توان به باشگاه فوتبال پیتربورو یونایتد، باشگاه فوتبال گرنثم تاون، و باشگاه فوتبال تورون پالوسئورا اشاره کرد.